# Willi Kalender
Willi Alfred Kalender (Bergheim, 1 de agosto de 1949 – Erlangen, 20 de outubro de 2024) foi um físico alemão. Ficou reconhecido como inventor da tomografia computadorizada em espiral.

## Vida e obra
Kalender estudou matemática e física em Bonn e física médica na Universidade do Wisconsin-Madison, onde obteve um doutorado em 1979. Obteve a habilitação em 1988 em Tübingen.

## Realizações de pesquisa e desenvolvimento
Kalender conduziu pesquisas principalmente na área de diagnóstico por imagem radiológica com um foco claro em aplicações especiais de TC. Os objetivos e a motivação de seus projetos foram derivados principalmente de observações durante exames de pacientes em radiologia clínica. Kalender esteve envolvido no desenvolvimento das primeiras opções de produtos do mundo para TC de dupla energia em 1983 e para redução de artefatos metálicos (MAR) em 1987.
Kalender desenvolveu a tomografia computadorizada espiral volumétrica; os primeiros estudos clínicos de TC espiral do mundo foram apresentados na RSNA 1989. A combinação de aquisição contínua de dados com transmissão de dados baseada em anel deslizante e tradução contínua de tabelas levou a uma redução considerável dos tempos de exame, a uma redução essencial de artefatos de movimento e qualidade de imagem significativamente melhorada, fornecendo resolução espacial isotrópica como uma característica decisiva.
Kalender desenvolveu angio-TC e imagens cardíacas específicas da fase cardíaca.
Outros campos altamente importantes da pesquisa de W. Kalender foram a proteção contra radiação e o desenvolvimento de abordagens inteligentes e muito eficientes de redução de dose, como modulação de corrente de tubo e a otimização da escolha de espectros de raios-x. Eles permitem reduzir a dose do paciente em uma ordem de magnitude em muitos casos sem prejudicar a qualidade da imagem.
De 2008 a 2019, a pesquisa de Kalender se concentrou no desenvolvimento de um sistema eficiente de tomografia computadorizada de mama para melhorar a detecção precoce do câncer de mama.  O scanner e, em particular, o desenvolvimento de seu design de detector de contagem de fótons de alta resolução permitem escanear a mama com uma dose semelhante à da mamografia digital, mas com resolução e clareza muito maiores do que a mamografia devido à resolução 3D totalmente livre de superposição da TC de mama.  A introdução à prática clínica foi realizada em 2018 na University Spital Zurich (Swiss). Kalender fundou várias empresas derivadas de universidades para transferir resultados científicos para produtos e pequenas empresas.

## Premiações
Kalender recebeu o Prêmio Latsis Europeu de 2007. Recebeu a Plaqueta Röntgen de 2008.